# Olgierd Darżynkiewicz

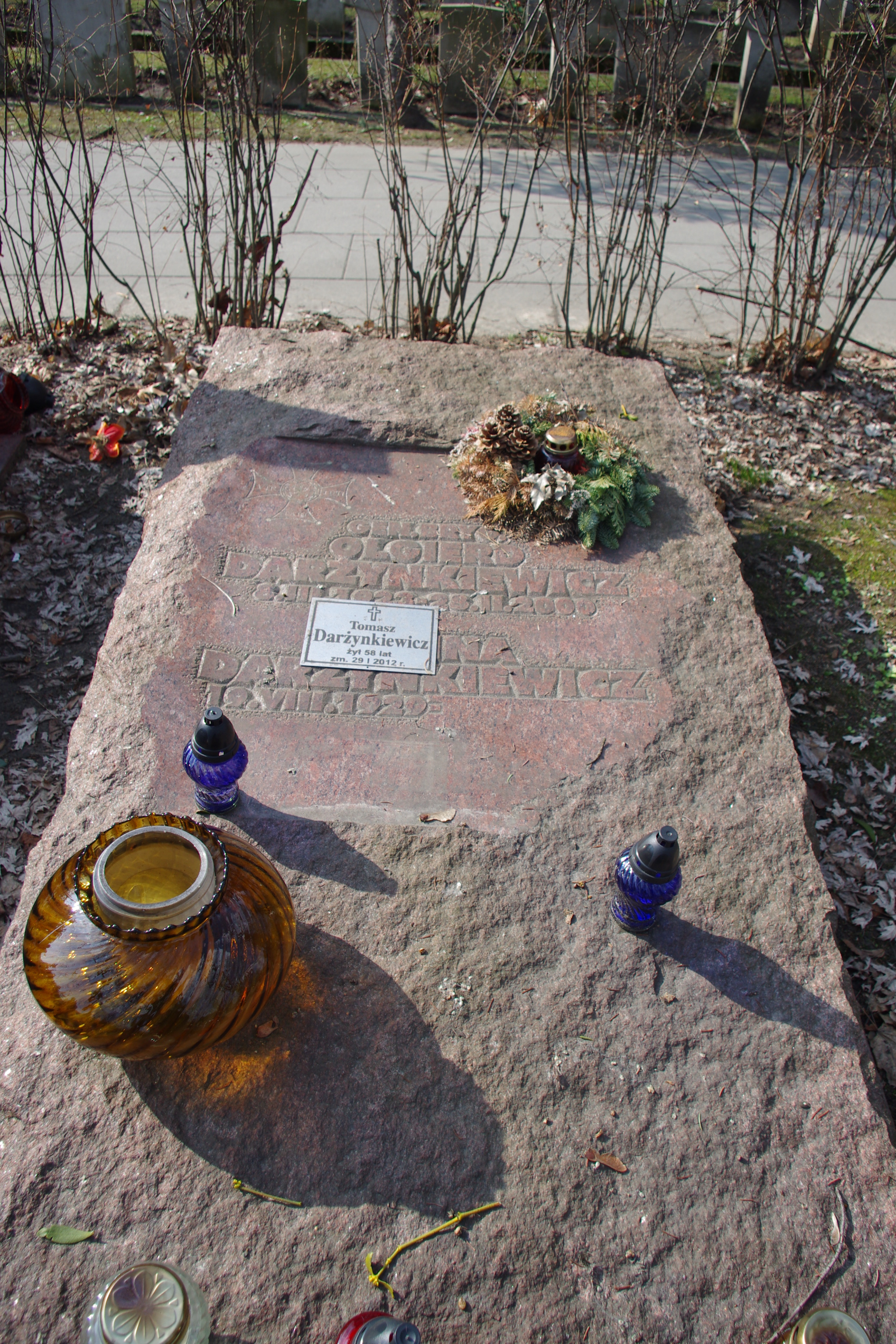
Grób gen. bryg. Olgierda Darżynkiewicza na Cmentarzu Wojskowym na Powązkach w Warszawie

Olgierd Piotr Darżynkiewicz (ur. 8 marca 1923 w Dojlidach, zm. 28 lutego 2000 w Warszawie) – generał brygady Milicji Obywatelskiej, dyplomata, tłumacz, olimpijczyk z Helsinek w 1952. W latach 1983–1989 dyrektor Biura Ochrony Rządu.

## Życiorys
Syn Józefa i Kazimiery. Po ataku ZSRR na Polskę został deportowany na Syberię.

### Kariera wojskowa
Od maja 1943 żołnierz 1 Dywizji Piechoty im. Tadeusza Kościuszki. Uczestnik walk pod Lenino, następnie przeszedł cały szlak bojowy 1 Armii Wojska Polskiego. Po wojnie, w latach 1945–1947 brał udział w zwalczaniu podziemia zbrojnego i jednostek UPA. Od lutego do września 1946 odbył kurs oficerów informacji. Wieloletni oficer Zarządu II SG WP. W sierpniu 1975 ukończył wyższy dwumiesięczny kurs przy Akademii Dyplomatycznej w ZSRR. Od grudnia 1981 do stycznia 1983 zastępca dyrektora, a w okresie od 14 stycznia 1983 do 1 lipca 1989 dyrektor Biura Ochrony Rządu. W październiku 1984 na mocy uchwały Rady Państwa PRL awansowany do stopnia generała brygady Milicji Obywatelskiej. Akt nominacyjny wręczył mu w Belwederze 10 października 1984 przewodniczący Rady Państwa PRL prof. Henryk Jabłoński.
Od września 1989 do marca 1990 pracował w Konsulacie Generalnym PRL w Mińsku. W kwietniu 1990 przeszedł w stan spoczynku.
Pochowany na Cmentarzu Wojskowym na Powązkach w Warszawie (kwatera EII-14-6).

### Kariera sportowa
W latach 1950–1968 zawodnik Legii Warszawa. W tym czasie czterokrotnie był mistrzem Polski (1952, 1957–1959) w strzelaniu do rzutków trap. Reprezentował Polskę podczas igrzysk olimpijskich w Helsinkach w 1952 zajmując 20. miejsce.

## Życie prywatne
Żonaty, miał dwoje dzieci.

## Odznaczenia
- Krzyż Srebrny Orderu Virtuti Militari
- Krzyż Oficerski Orderu Odrodzenia Polski
- Krzyż Kawalerski Orderu Odrodzenia Polski
- Złoty Krzyż Zasługi
- Zasłużony Działacz Kultury Fizycznej
- Medal im. Ludwika Waryńskiego (1988)[4]
- Zasłużony Mistrz Sportu
- Medal za Długoletnie Pożycie Małżeńskie (18 czerwca 1999)[5]